# Diocesi di Garanhuns
La diocesi di Garanhuns (in latino Dioecesis Garanhunensis) è una sede della Chiesa cattolica in Brasile suffraganea dell'arcidiocesi di Olinda e Recife. Nel 2021 contava 626.000 battezzati su 691.321 abitanti. È retta dal vescovo Agnaldo Temóteo da Silveira.

## Territorio
La diocesi comprende 26 comuni dello stato brasiliano di Pernambuco: Quipapá, São Benedito do Sul, Águas Belas, Itaíba, Garanhuns, Caetés, Capoeiras, Paranatama, Saloá, Bom Conselho, Lagoa do Ouro, Correntes, Brejão, Terezinha, Iati, São Bento do Una, Jurema, Calçado, Jupi, Jucati, Lajedo, Panelas, São João, Palmerina, Canhotinho e Angelim.
Sede vescovile è la città di Garanhuns, dove si trova la cattedrale di Sant'Antonio.
Il territorio si estende su una superficie di 8.734 km² ed è suddiviso in 36 parrocchie.

## Storia
La diocesi è stata eretta il 2 agosto 1918 con la bolla Archidioecesis Olindensis et Recifensis di papa Benedetto XV, ricavandone il territorio dall'arcidiocesi di Olinda e Recife.
Il 13 gennaio 1962 ha ceduto una porzione del suo territorio a vantaggio dell'erezione della diocesi di Palmares.

## Cronotassi dei vescovi
Si omettono i periodi di sede vacante non superiori ai 2 anni o non storicamente accertati.
- João Tavares de Moura † (3 luglio 1919 - 20 luglio 1928 deceduto)
- Manoel Antônio de Paiva (Payva) † (2 aprile 1929 - 19 maggio 1937 deceduto)
- Mário de Miranda Villas-Boas † (26 maggio 1938 - 10 settembre 1944 nominato arcivescovo di Belém do Pará)
- Juvéncio de Brito † (15 dicembre 1945 - 31 gennaio 1954 deceduto)
- Francisco Expedito Lopes † (24 agosto 1954 - 1º luglio 1957 deceduto)
- José Adelino Dantas † (3 maggio 1958 - 20 febbraio 1967 nominato vescovo di Ruy Barbosa)
- Milton Corrêa Pereira † (4 agosto 1967 - 25 aprile 1973 nominato arcivescovo coadiutore di Manaus[1])
- Tiago Postma † (20 giugno 1974 - 15 marzo 1995 dimesso)
  - Sede vacante (1995-1998)
- Irineu Roque Scherer † (15 aprile 1998 - 30 maggio 2007 nominato vescovo di Joinville)
- Fernando José Monteiro Guimarães, C.SS.R. (12 marzo 2008 - 6 agosto 2014 nominato ordinario militare in Brasile)
- Paulo Jackson Nóbrega de Sousa (20 maggio 2015 - 14 giugno 2023 nominato arcivescovo di Olinda e Recife)
- Agnaldo Temóteo da Silveira, dal 14 maggio 2024

## Statistiche
La diocesi nel 2021 su una popolazione di 691.321 persone contava 626.000 battezzati, corrispondenti al 90,6% del totale.
| anno | popolazione | popolazione | popolazione | presbiteri | presbiteri | presbiteri | presbiteri                | diaconi | religiosi | religiosi | parrocchie |
| anno | battezzati  | totale      | %           | numero     | secolari   | regolari   | battezzati per presbitero | diaconi | uomini    | donne     | parrocchie |
| ---- | ----------- | ----------- | ----------- | ---------- | ---------- | ---------- | ------------------------- | ------- | --------- | --------- | ---------- |
| 1949 | 617.278     | 618.278     | 99,8        | 35         | 24         | 11         | 17.636                    |         | 11        | 105       | 22         |
| 1966 | 700.000     | 700.000     | 100,0       | 32         | 22         | 10         | 21.875                    |         | 12        | 54        | 16         |
| 1967 | 700.000     | 700.000     | 100,0       | 32         | 22         | 10         | 21.875                    |         | 10        | 87        | 22         |
| 1976 | 675.000     | 700.000     | 96,4        | 29         | 17         | 12         | 23.275                    |         | 14        | 96        | 22         |
| 1980 | 514.000     | 593.000     | 86,7        | 29         | 18         | 11         | 17.724                    |         | 13        | 103       | 23         |
| 1990 | 597.000     | 696.000     | 85,8        | 35         | 18         | 17         | 17.057                    |         | 25        | 87        | 26         |
| 1999 | 550.000     | 580.000     | 94,8        | 36         | 20         | 16         | 15.277                    |         | 30        | 62        | 22         |
| 2000 | 545.258     | 587.000     | 92,9        | 40         | 26         | 14         | 13.631                    |         | 24        | 62        | 22         |
| 2001 | 568.378     | 599.459     | 94,8        | 37         | 23         | 14         | 15.361                    |         | 23        | 68        | 26         |
| 2003 | 543.367     | 573.331     | 94,8        | 38         | 22         | 16         | 14.299                    |         | 25        | 64        | 25         |
| 2006 | 551.000     | 612.000     | 90,0        | 41         | 28         | 13         | 13.439                    |         | 29        | 94        | 27         |
| 2013 | 604.000     | 672.000     | 89,9        | 59         | 44         | 15         | 10.237                    | 7       | 23        | 77        | 33         |
| 2016 | 619.000     | 677.146     | 91,4        | 64         | 46         | 18         | 9.671                     | 7       | 26        | 78        | 33         |
| 2019 | 620.600     | 685.267     | 90,6        | 59         | 48         | 11         | 10.518                    | 19      | 16        | 70        | 36         |
| 2021 | 626.000     | 691.321     | 90,6        | 61         | 51         | 10         | 10.262                    | 19      | 16        | 75        | 36         |